# Ombak
El ombak (en indonesio, “onda”) es la sensación auditiva característica de los conjuntos de gamelan balinés que proviene del efecto de batimiento debido a la afinación particular de los instrumentos que lo conforman. Un fenómeno parecido pero de naturaleza muy diferente es el trémolo.

## Generación del ombak
A todos los conjuntos de gamelan balinés, los metalófonos se construyen por parejas, y se afinan específicamente para generar interferencias acústicas durante la interpretación. En cada pareja, el instrumento llamado pengumbang se afina unos cuántos hercios por debajo del otro integrante, el pengisep, para conseguir el efecto de batimiento. Cuando la pareja interpreta la misma nota, el sonido resultante contiene una fluctuación de amplitud fija, que según los estándares occidentales se podría considerar disonante, pero dentro de la cultura balinesa se percibe como sensación agradable y buscada. Los constructores de gamelan tienen que asegurar también un efecto de ombak común entre todos los instrumentos de un mismo conjunto.

## Aspectos culturales
El hecho de generar un fenómeno acústico a partir de la acción conjunta de una pareja de instrumentos conecta con los principios metafísicos del hinduismo balinés. El efecto de ombak no se ha encontrado en conjuntos instrumentales de otras islas, como podrían ser Java o Sumatra. En Bali, los instrumentos suelen representar conceptos místicos de la cosmogonía balinesa. Dentro de estas teorías, el ombak representa la idea de dualidad perteneciente también a otras culturas (cómo por ejemplo el ying-yang del taoísmo), y simboliza la armonía y el equilibrio entre fuerzas opuestas.

## El ombak en el gong ageng wadon
Algunos instrumentos dentro de los conjuntos de gamelan balinés producen ombak sin la necesidad de actuar por parejas. Este es el caso del gong ageng wadon, el gong de mayores dimensiones.
Hay estudios que investigan el origen de estos batimientos en las interferencias entre los parciales de un solo instrumento. Se ha observado que los forjadores de gongs balineses buscan deliberadamente la alteración de los modos de vibración del instrumento para crear el efecto de ombak. En el proceso de fabricación, se altera la simetría circular del gong martilleándolo en frío hasta que se consigue que este genere diferentes modos que interfieren entre ellos. Con esta técnica también se elaboran modos que refuerzan la tonalidad del gong, es decir, que actúan como casi-armónicos de su frecuencia principal. Pero el ombak predominante de un gong ageng wadon no proviene de los modos generados deliberadamente en el proceso de construcción, sino de su respuesta no linear y por lo tanto menos previsible. Así, se ha observado que el batimiento más importante proviene de la interferencia entre el segundo armónico del modo fundamental, generado por una alteración deliberada de la forma del instrumento, y su segundo modo axisimétrico. La frecuencia de este batimiento dominante es de unos 2.5 Hz, y actúa sobre la amplitud de varios armónicos a la vez.